# 尼古拉·普尔热瓦尔斯基
尼古拉·米哈伊洛维奇·普尔热瓦尔斯基（俄语：Никола́й Миха́йлович Пржева́льский，1839年4月12日—1888年11月1日），俄国探险家。
普尔热瓦尔斯基出身於白俄羅斯一個貴族家庭，曾在波蘭華沙軍事學院教授地理。普尔热瓦尔斯基自从青年时代便立志要前往西藏拉萨探险，故自1867年起，普尔热瓦尔斯基已多次前往西伯利亞進行探險工作，曾一度到達西藏和天山。他於1888年在探險途中逝世。
虽然他在探險生涯中从未实现前往西藏首府拉薩這一目标，但是他在中亚的探险活动大大丰富了欧洲人对该地区的了解。他在中亚发现的野生双峰骆驼（學名：Camelus ferus）和普尔热瓦尔斯基氏野马（學名：Equus ferus przewalskii）都是生物学历史上重要的发现。

### 对其帝国主义立场和偏见的指控
据戴维·希梅尔彭尼克·范德奥伊评价，普尔热瓦尔斯基的中亚著作体现了他对“东方”文明——尤其是中华文明的蔑视。普尔热瓦尔斯基在他的比喻中明确地将中国人描绘成懦弱、肮脏和懒惰的“莫斯科窃贼和犹太人的混合体”，在所有方面都低于西方文化。
据称，他声称中华帝国对其北方领土，特别是新疆和蒙古的控制是脆弱和不确定的，普尔热瓦尔斯基公开呼吁俄罗斯吞并中国的部分领土。普尔热瓦尔斯基说，人们应该“一手拿着卡宾枪，另一只手拿着鞭子”去探索亚洲。
普尔热瓦尔斯基以及其他当代探险家，包括斯文·赫定、弗朗西斯·荣赫鹏和奥雷尔·斯坦因，都是英俄争夺中亚影响力斗争（即所谓的大博弈）的积极参与者。
在这里，你可以渗透到任何地方，只是腋下不能夹着福音书，而是口袋里装着钱，一手拿着卡宾枪，另一只手拿着鞭子。 欧洲人必须利用这些来以文明的名义带走所有这些人类的渣滓。 我们的一千名士兵就足以征服从贝加尔湖到喜马拉雅山的整个亚洲……在这里，科尔特斯的功绩仍然可以重演。——尼古拉·普尔热瓦尔斯基
普尔热瓦尔斯基的偏见也延伸到了除华人以外的其他亚洲人身上，他在一封信中这样描述塔吉克人阿古柏：“阿古柏和所有不负责任的亚洲人都是一坨狗屎。喀什帝国一文不值。”普尔热瓦尔斯基还声称阿古柏“只不过是一个政治骗子”，并鄙视喀什的阿古柏的穆斯林臣民，声称他们“不断咒骂他们的政府并表达了想成为俄罗斯人的愿望” [...]野蛮的亚洲人清楚地知道俄罗斯的实力是繁荣的保证。”这些说法是在一份报告中提出的，阿古柏建议俄罗斯军队占领喀什酋长国，但俄罗斯政府没有采取行动，中国收复了喀什。普尔热瓦尔斯基从中国掠夺土地的梦想并没有实现。 
普尔热瓦尔斯基不仅蔑视中国主体民族，他还认为西藏、突厥斯坦和蒙古的800万少数民族是不文明的、进化落后的民族，需要从中国的统治下解放出来。
普尔热瓦尔斯基建议俄罗斯煽动中国这些地区的佛教徒和穆斯林反抗中国政权，与中国发动战争，并用少量的俄罗斯军队从中国手中夺取对突厥斯坦的控制权。

## 延伸閱讀
- Meyer, Karl E.; Brysac, Shareen Blair. . Basic Books. October 25, 1999. ISBN 978-1-58243-106-2.

## 外部連結
- Kyrill Kunakhovich, "Nikolai Mikhailovich Przhevalsky and the Politics of Russian Imperialism" （页面存档备份，存于）, in "IDP News", Issue No. 27 (accessed 2007-01-31)